# Zoroaster magnificus
Zoroaster magnificus är en sjöstjärneart som beskrevs av Ludwig 1905. Zoroaster magnificus ingår i släktet Zoroaster och familjen Zoroasteridae. Inga underarter finns listade i Catalogue of Life.